# St. Heinrich (Braunschweig)

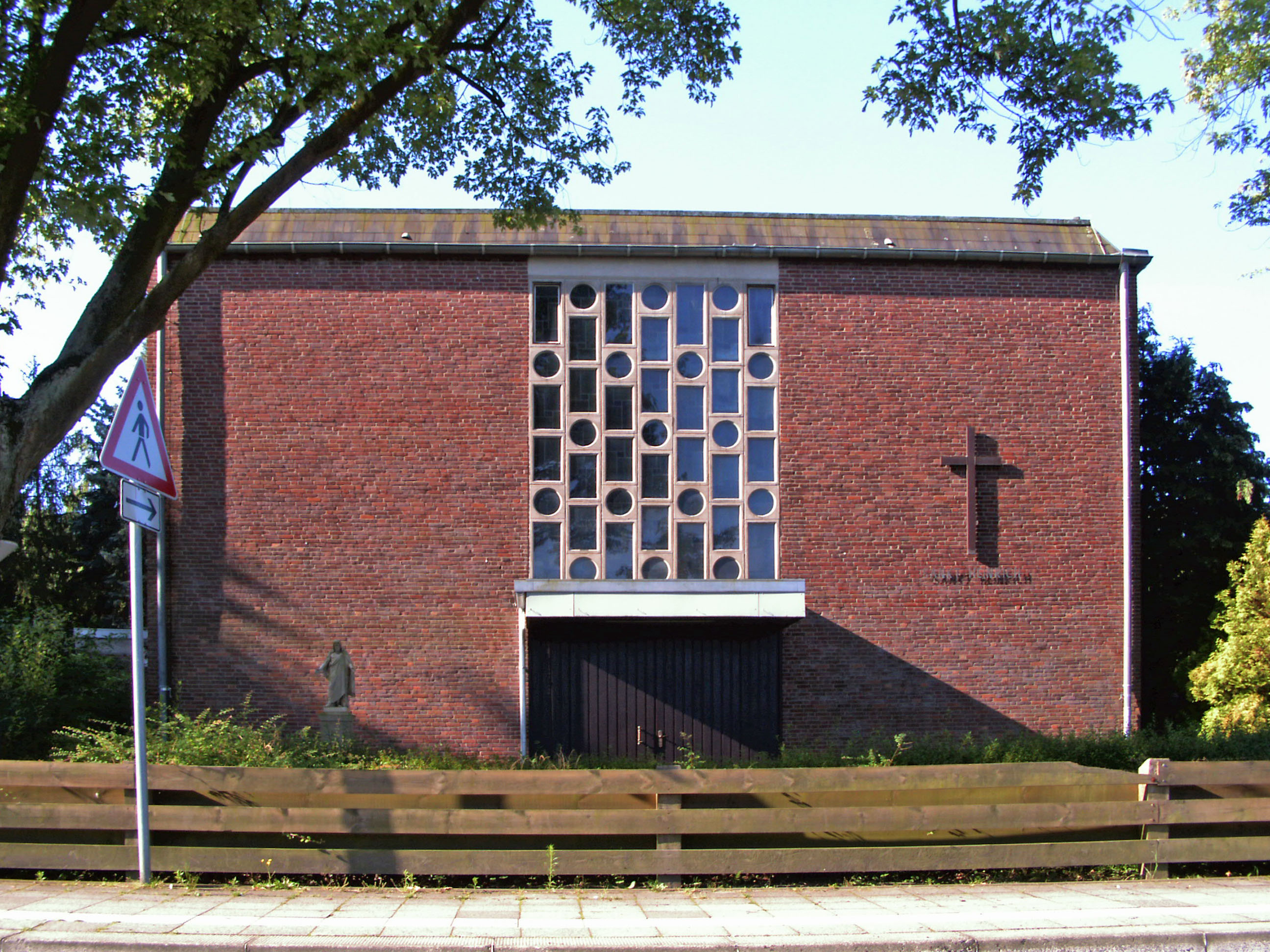
Kirche

Die Kirche Sankt Heinrich ist eine katholische Kirche in Braunschweig. Sie ist eine Filialkirche der Pfarrgemeinde St. Bernward mit Sitz im Stadtteil Heidberg, im Dekanat Braunschweig des Bistums Hildesheim. Die nach dem heiligen Kaiser Heinrich benannte Kirche befindet sich im Stadtteil Südstadt (Nietzschestraße 1a). Das Einzugsgebiet der Kirche umfasst die Braunschweiger Stadtteile Lindenberg, Mascherode, Rautheim und Südstadt.

## Geschichte
Da sich die Braunschweiger Bevölkerung vergrößerte, wurde ab 1936 im Südosten der Stadt die Siedlung Mascheroder Holz errichtet. Der Bau von Kirchen war in der Planung der Siedlung nicht vorgesehen. Im Zentrum der Siedlung wurde ein Gemeinschaftshaus erbaut, das in seiner Architektur an eine Kirche erinnert. Die wenigen Katholiken, die in den Anfangsjahren in der Siedlung wohnten, gehörten zur Nicolaikirche, die jedoch beim Bombenangriff auf Braunschweig am 15. Oktober 1944 zerstört wurde. Von 1943 an wurde seitens der Nicolaigemeinde katholischer Gottesdienst in der evangelischen Dorfkirche im nahegelegenen Mascherode gehalten, und Kaplan Bernhard Treuge als Seelsorger für die Katholiken in der Siedlung bestimmt.
In Folge des Zweiten Weltkriegs erhöhte sich ab Mai 1945 auch in der Siedlung die Zahl der Katholiken durch Zuzug von Flüchtlingen und Heimatvertriebenen aus den Ostgebieten des Deutschen Reiches. Die Gottesdienste fanden weiterhin in der Mascheroder Dorfkirche statt, ferner auch in der Lindenberg-Schule, in der Rautheimer Kaserne und im Gemeindesaal der ortsansässigen evangelischen St.-Markus-Gemeinde.
Am 25. September 1946 entstand in der Siedlung Mascherode eine eigene, zur Nicolaigemeinde gehörende Pfarrvikarie. Zu ihr gehörten neben der Siedlung Mascherode auch die Lindenbergsiedlung, Rautheim, das Dorf Mascherode und Klein Stöckheim. Ihr erster ortsansässiger Geistlicher war der aus Weigelsdorf in Niederschlesien stammende Erzpriester Alfons Gloger. Gottesdienste fanden jetzt auch in der evangelischen Kirche in Rautheim sowie im Saal eines Gasthauses in Klein Stöckheim statt. 1950 wurde ein Haus am Auenweg angekauft, in dem Pfarrvikar Gloger, der bis dahin im Zimmermannweg zur Miete wohnte, eine Wohnung bekam. Anfang 1952 war die Gemeinde bereits auf über 1500 Mitglieder angewachsen, 1953 bildete sich ein Kirchenbauausschuss. Am 4. November 1954 verstarb Alfons Gloger. Günter Rathai trat am 1. Mai 1955 seine Nachfolge an, in seiner Amtszeit wurde später die St. Heinrich-Kirche erbaut. Die Gemeinde war inzwischen auf rund 2000 Mitglieder angewachsen. Zunächst wurde jedoch eine kleine Kapelle in einer Garage am Auenweg eingerichtet, in der Gottesdienste und Versammlungen stattfanden. Am 2. Oktober 1955 erfolgte ihre Einweihung. Am 29. Februar 1956 beschloss der Rat der Stadt Braunschweig die Umbenennung der Siedlung Mascherode in Braunschweig-Südstadt.
Im September 1959 begann der Bau des heutigen Pfarrhauses, und am 31. Januar 1960 folgte die Grundsteinlegung der Kirche. Am 1. Oktober 1960 wurde die Kirchengemeinde (Kuratiegemeinde) St. Heinrich eingerichtet, ihr Einzugsgebiet umfasste die bisherige Pfarrvikarie. Am 19./20. November 1960 erfolgte die Konsekration der Kirche durch Bischof Heinrich Maria Janssen. Im gleichen Jahr waren auch das Pfarrhaus und das Pfarrheim fertiggestellt worden. Bis zur Auflösung der Braunschweiger Kasernen diente St. Heinrich auch als Militärkirche für die in Braunschweig stationierten katholischen Soldaten, auch ein Militärgeistlicher hatte seinen Dienstsitz an St. Heinrich. 1962 gehörten bereits über 3300 Katholiken zur Kirchengemeinde. 1963 schied Klein Stöckheim mit seinen rund 700 Katholiken aus der St.-Heinrich-Gemeinde aus und wechselte zur neu entstehenden Gemeinde Hl. Dreifaltigkeit. 1971 wurde der Altarraum nach den Beschlüssen des Zweiten Vatikanischen Konzils umgestaltet. Am 1. Januar 1982 wurde die Kirchengemeinde St. Heinrich zur Pfarrei erhoben.
Um 2004 bestand eine Seelsorgeeinheit mit St. Theresia vom Kinde Jesu (Cremlingen), St. Bonifatius (Weddel) und Heilig Kreuz (Veltheim). Seit dem 1. November 2006 gehört die Kirche zur Pfarrgemeinde St. Bernward, die Pfarrgemeinde St. Heinrich wurde aufgehoben. Zu diesem Zeitpunkt gehörten zur Pfarrgemeinde St. Heinrich noch etwa 1600 Katholiken.

## Architektur und Ausstattung

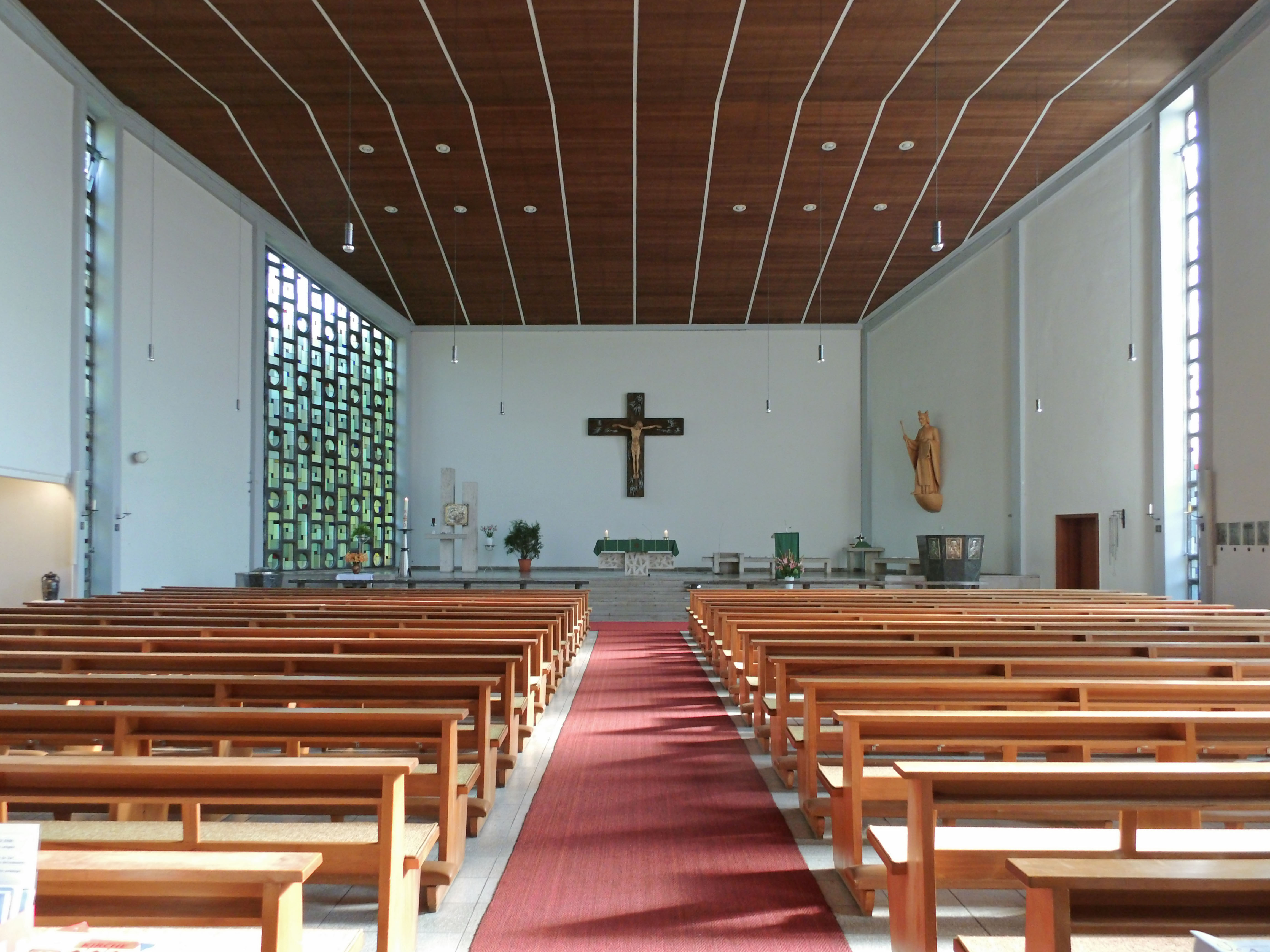
Innenansicht

Die nach Plänen des Braunschweiger Architekten Wolfgang Tschirschwitz erbaute Kirche befindet sich in rund 94 Meter Höhe über dem Meeresspiegel. Im Außenbereich der Kirche befinden sich ein freistehendes Holzkreuz sowie eine Jesus-Statue. Der großzügige Altarraum wird von einem Kruzifix dominiert; eine 2,5 Meter hohe Statue von 1993 zeigt Heinrich, den Schutzpatron der Kirche. Darstellungen an der Kanzel stellen die vier Evangelisten dar. Zur Ausstattung gehören ferner 14 Kreuzwegstationen an der Westseite der Kirche. In drei Seitenkapellen befinden sich eine Pietà, eine Fátima-Madonna und ein Jesusbild von der Göttlichen Barmherzigkeit. Die heutige Elektronische Orgel wurde im Jahre 2001 erworben, sie ersetzt zwei Vorgängerinstrumente. Unter der Orgelempore befinden sich im Jahre 1963 erworbene Darstellungen des Antonius von Padua, Josef von Nazaret, und eine Pietà; ferner der Beichtstuhl. Pläne, die Kirche später um einen freistehenden Glockenturm zu bereichern, wurden nicht realisiert.